# IC 1282
IC 1282 bezeichnet im Index-Katalog vier scheinbar dicht beieinander liegende Sterne im Sternbild Herkules. Der Katalogeintrag geht auf eine Beobachtung des Astronomen Guillaume Bigourdan am 19. Juni 1890 zurück.